# Сандалово дърво
Сандаловите дървета (на английски: Sandalwood) са група дървета от рода Сандал (Santalum).

## Разпространение
Разпространени са в Южна Индия, Шри ланка, Хавай и на много от южните острови на Тихия океан.

## Описание
Истинското сандалово дърво е Бялото сандалово дърво (Santalum album). То е южноазиатско тропическо вечнозелено растение и е типичен дървесен вид за Южна Индия, където вирее при надморска височина от 600 до 2400 m. Има бавен растеж и достига до 10 – 12 m на височина за период от 50 г. Стволът му е покрит с кафяво-сива кора и голям брой гладки и здрави клони. Листата са кожести, а цветовете дребни и пурпурно-розови на цвят. Младото дръвче в първите седем години от своето развитие е напълно зависимо за храна от други растения (дървета, храсти, треви). През това време то води полупаразитен начин на живот. При покълването си семената, а впоследствие и корените му се закрепват за корените на растението гостоприемник и оттам черпят хранителните вещества за развитието си, от което растението гостоприемник умира.